# National Westminster Bank
National Westminster Bank Plc of kortweg NatWest is een commercial bank in het Verenigd Koninkrijk dat sinds 2000 onderdeel is van de Royal Bank of Scotland Group Plc. NatWest heeft een uitgebreid netwerk van 1.600 filialen en 3.400 pinautomaten verspreid over Engeland en Wales. De bank bedient meer dan 7,5 miljoen particuliere klanten en 850.000 kleine bedrijven.
De bank werd opgericht in 1968 door de samenvoeging van de National Provincial Bank (opgericht in 1833 als National Provincial Bank of England) en de Westminster Bank (opgericht in 1834 als London County and Westminster Bank). Traditioneel wordt NatWest gezien als een van de "Big Four" (vier grote) clearing-banken in Engeland en Wales.